# 乌克兰统一日
乌克兰统一日（烏克蘭語：День Собо́рності） 是乌克兰的一个假日，於每年的1月22日舉行，目的是紀念1919年乌克兰统一协定的頒布，該協定標誌著烏克蘭人民共和國和西烏克蘭人民共和國的統一。自1999年以来，乌克兰開始正式庆祝乌克兰统一日。.
2011年12月30日，时任乌克兰总统維克多·費奧多羅維奇·亞努科維奇將烏克蘭统一日改为乌克兰统一和自由日。不過在2014年11月13日，烏克蘭總統彼得·波罗申科又恢復了這個節日。